# Im Bann der Madonna
Im Bann der Madonna ist ein deutsches Filmmelodram aus dem Jahre 1951 des Franzosen Edmond T. Gréville mit Maria Holst, Viktor Staal und Siegfried Breuer in den Hauptrollen.

## Handlung
Irgendwo in einem süddeutschen Gebirgsdorf. Der begnadete Bildhauer Michael Trautner bekommt den Auftrag für eine Madonnenfigur, die er für die örtliche Marienkirche schnitzen soll. Eines Tages sieht er eine ortsfremde Frau und meint, in ihr das perfekte Modell für seine Madonna gefunden zu haben. Bei der Frau handelt es sich um Dina Matthissen, die in einer unglücklichen Ehe mit dem skrupellosen Schmuggler Henry Matthissen gefangen ist. Einst hatte sich Matthissen einen guten Ruf als ehrbarer Rechtsanwalt erarbeitet, aber anschließend im Suff wieder verspielt. 
Langsam aber sicher nähern sich der introvertierte Künstler und die seelisch ausgehungerte Frau einander an, was dem lieblosen Gatten Dinas mehr als missfällt. Er begibt sich in den Bergort und versucht das aufkeimende Glück der beiden zu zerstören. Henry sitzt die Polizei im Nacken, und so zwingt er seine Frau, ihn auf seiner Flucht mit dem Auto zu begleiten. Während der Hatz auf vier Rädern gelingt der Frau der Sprung aus dem Wagen. Kurz darauf verliert der Verbrecher die Kontrolle über das Fahrzeug und verunglückt tödlich. Dina Matthissen kann zu ihrem Michael zurückkehren, und beide bekommen die Chance auf eine gemeinsame, glücklichere Zukunft.

## Produktionsnotizen
Die Dreharbeiten zu Im Bann der Madonna fanden Mitte 1951 in Wiesbaden (Atelieraufnahmen) und im Chiemgau, in Hohenaschau und am Nebelhorn (Außenaufnahmen) statt. Die Uraufführung erfolgte am 2. November 1951 in Augsburg und anderen deutschen Städten, 14 Tage darauf fand die Berliner Premiere statt. Unter dem Titel Der Bildschnitzer vom Walsertal lief der Film in österreichischen Kinos an.
Harald Stössel war Produktionsleiter, Carl Ludwig Kirmse gestaltete die Filmbauten.

## Kritiken
Der Spiegel schrieb: “Hochgebirgsfilm mit viel Landschaft, Sturm und Skiläufern. (…) Dramatisches Happy-End, Bildhauer und Kirche bekommen ihre Madonna. (…) Sehr anziehend für unverstandene Frauen.”
Im Lexikon des Internationalen Films heißt es: „Hintertreppenromantik mit Heimatfilmmilieu im Stil des deutschen 50er-Jahre-Kinos.“